# Sexto Quintilio Condiano
Sexto Quintilio Condiano (en latín Sextus Quintilius Condianus) fue un senador romano, que vivió en el siglo II y desarrolló su cursus honorum bajos los emperadores Antonino Pío, Marco Aurelio y Cómodo.

## Orígenes y familia
Condiano provenía de Alejandría de Troade en Asia menor, y era hijo de Sexto Quintilio Valerio Condiano, cónsul ordinario en el año 151.

## Carrera
Según Dion Casio, Condiano llevó a cabo operaciones militares en Panonia entre los años 177-178, al parecer en calidad de legado de Panonia Inferior, fue reemplazado a más tardar en el año 179, ya que para el año siguiente, 180,  ya era cónsul ordinario junto con Gayo Brutio Presente. Condiano fue ejecutado por Cómodo en el año 182.